# Rifugio Viote
Il rifugio Viote è un rifugio situato in provincia di Trento a 1540 m s.l.m.. Si trova nei pressi dell'ingresso del Giardino botanico alpino Viote.

## Descrizione
Sia in estate sia in inverno il rifugio Viote è raggiungibile in macchina dal parcheggio. Esso dispone di 28 posti letto in stanze doppie, triple e singole. È anche un ristorante con piatti tipici trentini.